# Eugène de Diesbach de Belleroche
Pour les articles homonymes, voir Diesbach de Belleroche, Diesbach et Belleroche.

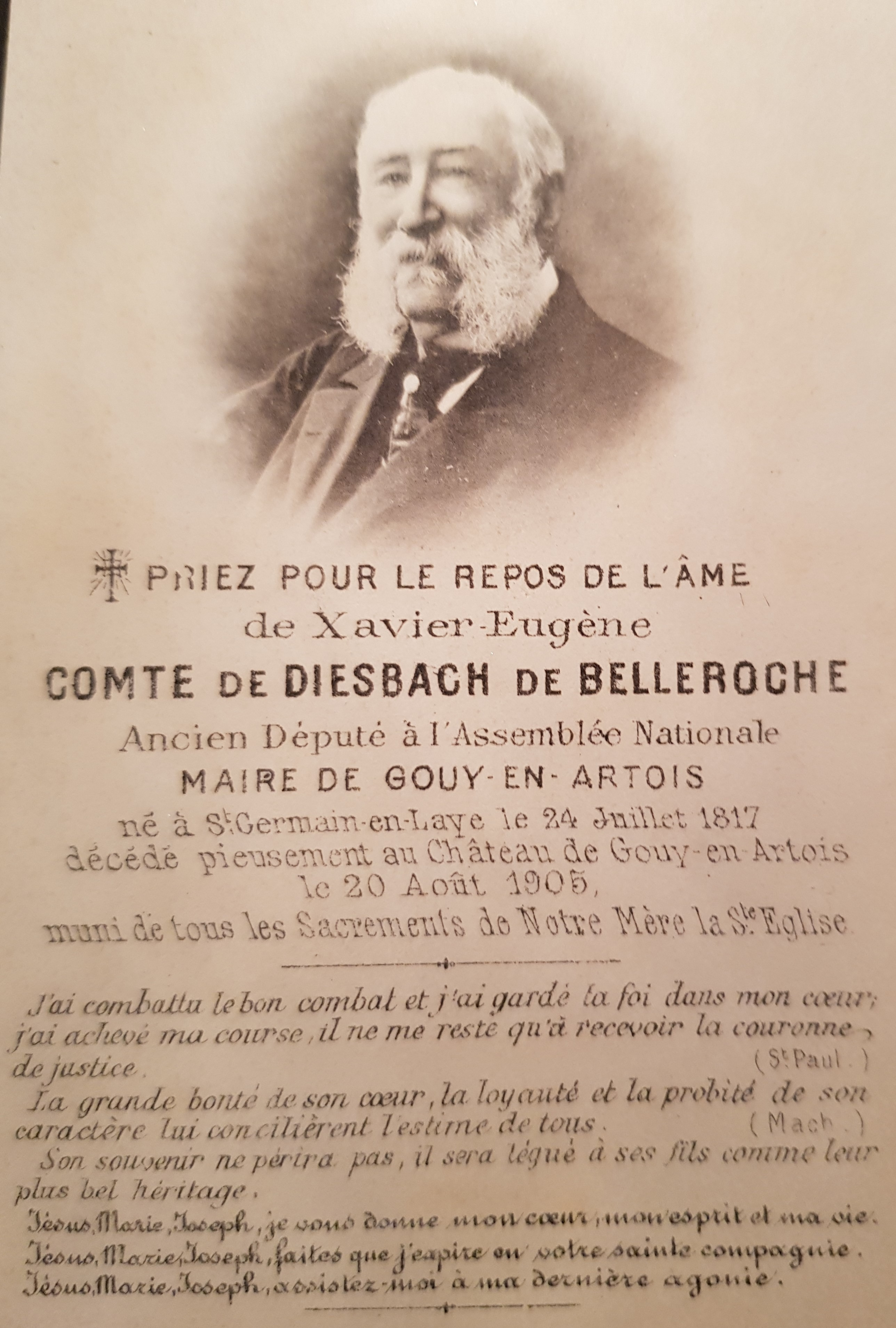
Faire-part mortuaire d'Eugène de Diesbach de Belleroche

Eugène de Diesbach de Belleroche est un homme politique français né le 24 juillet 1817 à Saint-Germain-en-Laye (Yvelines) et mort le 20 août 1905 à Gouy-en-Artois (Pas-de-Calais).

## Biographie
Fils du comte Philippe Romain de Diesbach de Belleroche et d'Alexandrine Pauline de Cardevac de Gouy, il est petit-neveu de Charles François Alexandre de Cardevac de Gouy, évêque de Perpignan de 1743 à 1783. 
Il fait ses études au collège des Jésuites à Fribourg. Il s’établit dans le village et fut agriculteur et éleveur à La Basèque et à Gouy en Artois. Il est naturalisé français en 1867. 
Il est membre fondateur du Cercle des Agriculteurs de France, et membre de la Société centrale d’agriculture du Pas-de-Calais.
Maire de Gouy-en-Artois, il est élu représentant du Pas-de-Calais le 8 février 1871 par 135.900 voix sur 139.500 votants. 
Inscrit à la Réunion des Réservoirs, il siège avec les monarchistes jusqu'au renouvellement de 1876.
Il meurt au château de Gouy-en-Artois le 20 août 1905 et est inhumé dans le caveau Diesbach/de Cardevac de Gouy, bourgeois de Fribourg.

### Mariage et descendance
Il épouse à Lille le 24 janvier 1844 Ananie Marie Charlotte Le Mesre de Pas, fille d'Alexandre Ernest Joseph Le Mesre, seigneur du Bruisle, député du Nord en 1830, et de Charlotte Gabrielle Lefebvre de Lattre. Dont cinq fils :
- Gonzalve de Diesbach de Belleroche, secrétaire d'ambassade, consul général de France (Lille, 3 août 1847 - Paris 7e, 29 juin 1899), marié en 1887 avec Madeleine de La Celle (1860-1920), dont postérité ;
- Frédéric de Diesbach de Belleroche, maire d'Hendecourt les Ransart (Pas en Artois, 28 août 1849 - Nice, 24 mars 1901), marié en 1875 avec Marie de Ghellinck d'Elseghem (1855-1925), dont postérité : ils ont pour fils Louis de Diesbach, député du Pas de Calais, pour arrière-petit-fils Ghislain de Diesbach, écrivain, historien ;
- Ernest de Diesbach de Belleroche (Lille, 21 mars 1852 - Farges en Septaine, 5 septembre 1902), marié en 1888 avec Augusta de Lavenne de Choulot (1863-1917), dont postérité ;
- Charles de Diesbach de Belleroche (Pas en Artois, 13 décembre 1855 - Goyet Mozet, 16 juillet 1923), marié en 1884 avec Marie Vermeulen (1864-1932), dont postérité ;
- Henri de Diesbach de Belleroche (Gouy en Artois, 21 janvier 1861 - ibid. 15 janvier 1906), marié en 1893 avec Ernestine de Gourcy Sérainchamps (1870-1956), dont postérité[3].

## Sources
- « Eugène de Diesbach de Belleroche », dans Adolphe Robert et Gaston Cougny, Dictionnaire des parlementaires français, Edgar Bourloton, 1889-1891 [détail de l’édition]
- Jean Jolly (dir.), Dictionnaire des parlementaires français, notices biographiques sur les ministres, sénateurs et députés français de 1889 à 1940, Paris, PUF, 1960.